# 유만년 (임악절후)
유만년(劉萬年, ? ~ ?)은 전한 후기의 제후로, 중산정왕의 현손이다.

## 생애
오봉 3년(기원전 55년), 아버지 유고의 뒤를 이어 임악후(臨樂侯)에 봉해졌다.
시호를 절이라 하였고, 아들 유광도가 작위를 이었다.

## 출전
- 반고, 《한서》 권15상 왕자후표 上

| 선대 아버지 임악열후 유고 | 전한의 임악후 기원전 55년 ~ ? | 후대 아들 유광도 |